# UB-5号潜艇
陛下之UB-5号艇是德意志帝国海军于第一次世界大战期间建造的UB-I型近岸作战潜艇或称U艇的五号艇。它由基尔的日耳曼尼亚船厂承建，自1914年11月22日开始铺设龙骨。其全长略大于28米，水面及水下排水量分别为127吨和142吨，艇载武器除两具450毫米的艇艏鱼雷发射管外，还有一挺安装在甲板上的机枪。完工后的艇体被拆解成若干部分并通过铁路运输至安特卫普进行重新组装。它于1915年3月下水并以UB-5号之名交付使用。
UB-5号最初于1915年3月被编入佛兰德潜艇区舰队，并在威廉·史密斯的指挥下击沉了5艘容积总吨为996吨的英国船只。该艇于1915年10月转配至波罗的海的第五半区舰队，并自1916年9月起降格为训练职能。战争结束时，UB-5号被认为已不具备适航性，无法与德国潜艇部队的其它成员一同前往哈维奇投降。它获准留在德国，至1919年由德尔格在吕贝克拆解报废。

## 设计及建造

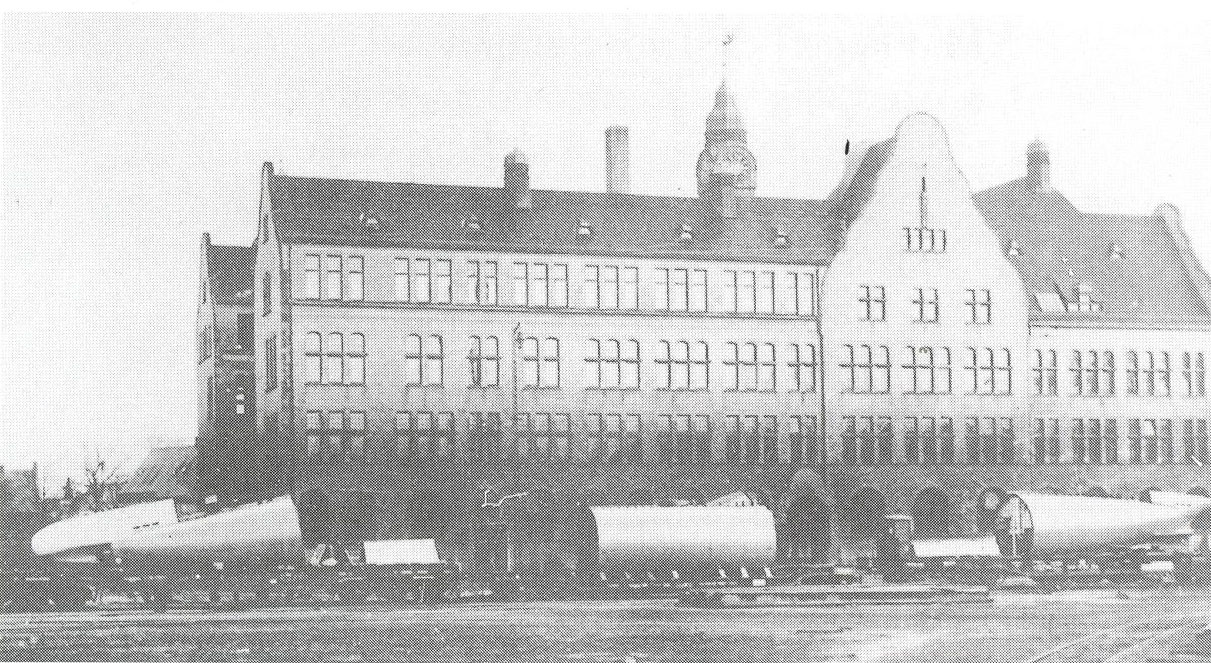
准备号进行铁路运输的UB-I型潜艇

在第一次世界大战初期，随着德意志帝国陆军沿北海海岸快速推进，比利时佛兰德沿岸的安特卫普、泽布吕赫和奥斯坦德等港口相继落入德国人手中，这大大方便了德军潜艇遣出英吉利海峡的作战行动。然而，帝国海军当时却缺乏适合在佛兰德周边狭窄的浅海中行动的U艇。为此，1914年8月中旬开始设计的“34号工程”催生出了UB-I型潜艇，这是一种可以通过铁路运输发往作战港口并能够迅速组装的小型近岸潜艇。为满足铁路限界的要求，UB-I型的设计需要艇长在28米左右，排水量约125吨，并装备两具鱼雷发射管。UB-5号是由国家海军办公室作为首批八艘UB-I型潜艇（UB-1至UB-8号）的一部分，于1914年10月15日向基尔日耳曼尼亚船厂订购，此时距离该艇型的设计启动尚不足两个月。
UB-5号自1914年11月22日开始在日耳曼尼亚船厂铺设龙骨。竣工时，UB-5号的全长为28.10米，舷宽3.15米，有3.03米的吃水深度。它搭载有一台功率为45千瓦特（60匹軸馬力）的戴姆勒四缸四冲程柴油发动机用于水面运行，以及一台89千瓦特（119匹軸馬力）的西门子-舒克特电动发电机用于水下航行；两者都与一副单螺旋桨轴相连，可分别提供最高6.47節（11.98每小時）的水面航速和最高5.51節（10.20每小時）的水下航速。在更匀速的状态下，它可以连续在水面航行1,650海里（3,060）而无需加油，或连续在水下航行45海里（83）而无需充电。与同型的所有姊妹艇一样，UB-5号的潜航深度为50米，可以在33秒内完全潜入水中。
在武器装备方面，UB-5号内置有两具450毫米的艇艏鱼雷发射管，可装载2枚C/03型鱼雷，舰桥前部的甲板上则设有一挺可拆卸的8毫米机枪。其标准船员编制为1名军官加13名水兵。
在日耳曼尼亚船厂的建造完成后，UB-5号已准备好用于铁路运输。铁运的过程包括将潜艇拆解成一个实质上的散装套件。每艘艇被分成大约15块，其中艇体分解为三部分装在平板车上，舰桥、蓄电池和上层建筑中的相关设备装入另外五节车厢中。1915年初，UB-5号的部件被运到安特卫普的霍博肯进行组装，通常需要耗时两至三周。当至1915年3月完成组装并下水后，该艇再被装入浮箱由两艘驳船拖曳，用时五天半沿斯海尔德河西下、并穿过根特－布鲁日运河送抵泽布吕赫的作战港口进行海试。

## 服役历史
1915年3月23日，UB-5号在首次担任U艇艇长、时年28岁的海军中尉威廉·史密斯的指挥下正式入役。该艇很快便与其它UB-1型潜艇集结，于3月29日组成佛兰德区舰队。当UB-5号入列时，德国正处于自2月发动的第一轮潜艇攻势之中。在这场战役期间，所有出现在德国划定的战区内的敌方舰船都将被击沉，该战区涵括了英国周边的所有水域（含英吉利海峡）。中立国的船舶则不得受到攻击，除非它们确实能被认出是悬挂假旗航行的敌对船舶。
佛兰德区舰队的UB-I型潜艇最初仅限于在北海南部，即英国与荷兰、比利时之间的霍夫登水域巡逻。UB-4号于1915年4月9日领衔了新区舰队的首次出击，不久之后UB-5号也开始了自己的首次巡逻。4月15日，UB-5号在诺德辛德灯船对开约6海里（11）处发射鱼雷击沉了英国轮船雷鸟号（Ptarmigan），取得它的首个战功。这艘容积总吨为784吨的受难货轮当时正从鹿特丹运送杂货前往伦敦，事件共导致其8名船员罹难。
6月下旬，随着UB-5号的姊妹艇UB-6号在多佛尔海峡开辟出一条能够穿越英国防潜网和水雷阵的航线，该区舰队的潜艇也开始在英吉利海峡西部巡逻。随后，UB-2号、UB-5号和UB-10号在前往英吉利海峡时受到了大雾和恶劣天气的阻碍。尽管它们未能在当地击沉任何舰船，但通过成功完成航行，仍进一步证明了其在多佛尔海峡抗衡英国反制措施的可行性。

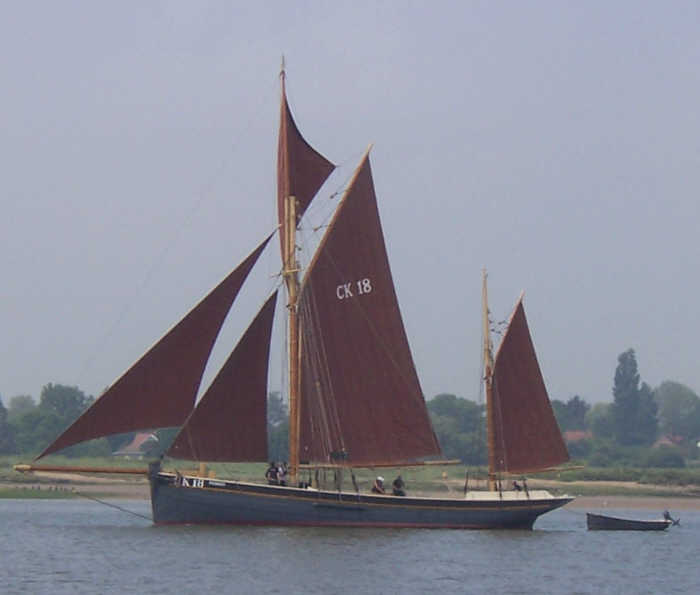
UB-5号的受害者大多为，传统上都配备有赭红色的风帆。

8月13－14日，在洛斯托夫特－克罗默地区巡逻期间，UB-5号击沉了容积总吨逾200吨的四艘英国平底渔船，其中最大的是向日葵号（Sunflower）和J·W·F·T号，每艘都超过了60总吨。这四艘传统上使用赭红色风帆的平底渔船全数被UB-5号的官兵截停、登船并使用炸药凿沉。它们也是UB-5号在战争中最后击沉的几艘船。
在德国U艇于1915年5月击沉冠达邮轮卢西塔尼亚号、以及8月（阿拉伯号事件）和9月发生的其他轰动性沉船事件后，当时仍然中立的美国政府要求保证美国人在非武装商船上的人身安全。作为回应，时任海军总参谋长的亨宁·冯·霍尔岑多夫上将于9月18日暂停了无限制潜艇战。霍尔岑多夫指示所有U艇撤离英吉利海峡和凯尔特海，并要求所有在北海的潜艇活动都必须严格遵照《捕获法则》进行。停火后不久，UB-5号于10月9日转配至波罗的海的第五半区舰队（U-boote der Ostseetreitträfte V. U-Halbflotille）。
UB-5号于10月25日抵达设于利鲍的新母港。11月，由于天气恶劣，将该艇部署至达戈奥特的计划告吹。而在1916年5月初转移至文道后不久，由于当地的夜晚过于明亮，UB-5不得不又再撤回利鲍。在此期间的所有行动均无疾而终。而机件故障则导致该艇于7月和8月的最后两次巡逻都被取消。潜艇培训学校于9月21日接收了该艇，因其技术上已经过时，不再符合服役条件。战争结束时，协约国要求所有德国U艇驶往英国哈维奇正式投降。但UB-5号被视为不具备适航能力的八艘U艇之一，从而获准留在德国。该艇最终于1919年由德尔格在吕贝克拆解报废。

## 袭击历史摘要
| 日期          | 船名      | 船籍   | 吨位 | 结局 |
| ------------- | --------- | ------ | ---- | ---- |
| 1915年4月15日 | 雷鸟号    | 英国   | 784  | 击沉 |
| 1915年8月12日 | 向日葵号  | 英国   | 60   | 击沉 |
| 1915年8月13日 | E·M·W号   | 英国   | 47   | 击沉 |
| 1915年8月13日 | J·W·F·T号 | 英国   | 60   | 击沉 |
| 1915年8月14日 | 白城号    | 英国   | 45   | 击沉 |
| 总计：        | 总计：    | 总计： | 996  |      |

## 脚注
1. 1 2 3 4 5 6 7 8 9 10 11 12 13  Helgason, Guðmundur. . German and Austrian U-boats of World War I - Kaiserliche Marine - Uboat.net.   [2009-02-19].
2. 1 2  Tarrant，第172頁.
3. 1 2  . 美丽华船舶索引.   [2009-03-06].
4. ↑  Gröner 1991，第22-23頁.
5. 1 2  Gardiner，第180頁.
6. 1 2  Helgason, Guðmundur. . German and Austrian U-boats of World War I - Kaiserliche Marine - Uboat.net.   [2021-02-16].
7. 1 2 3  Miller，第46–47頁.
8. ↑  Karau，第48頁.
9. 1 2 3  陈进，第45頁.
10. ↑  Miller，第458頁.
11. ↑  Williamson，第12頁.
12. ↑  Messimer，第7頁.
13. 1 2  Karau，第49頁.
14. ↑  Rössler，第59–62, 264頁.
15. ↑  Helgason, Guðmundur. . German and Austrian U-boats of World War I - Kaiserliche Marine - Uboat.net.   [2009-03-04].
16. ↑  Tarrant，第14頁.
17. 1 2  Karau，第50頁.
18. ↑  . World War 1 at Sea. Naval-History.net. 2009-01-09  [2009-03-06]. （原始内容存档于2022-01-31）. The information on the website is extracted from . His Majesty's Stationery Office. 1919.
19. ↑  Helgason, Guðmundur. . German and Austrian U-boats of World War I - Kaiserliche Marine - Uboat.net.   [2009-03-06].
20. ↑  Karau，第51頁.
21. 1 2  Penwith District Council. . Penzance: Penwith District Council. 2009  [2009-03-04]. （原始内容存档于2007-05-27）.
22. 1 2 3  Helgason, Guðmundur. . German and Austrian U-boats of World War I - Kaiserliche Marine - Uboat.net.   [2009-03-06].
23. ↑  Helgason, Guðmundur. . German and Austrian U-boats of World War I - Kaiserliche Marine - Uboat.net., Helgason, Guðmundur. . German and Austrian U-boats of World War I - Kaiserliche Marine - Uboat.net., Helgason, Guðmundur. . German and Austrian U-boats of World War I - Kaiserliche Marine - Uboat.net., Helgason, Guðmundur. . German and Austrian U-boats of World War I - Kaiserliche Marine - Uboat.net. Retrieved on 6 March 2009.
24. ↑  . World War 1 at Sea. 2009-01-09  [2009-03-06]. （原始内容存档于2021-06-12）. The information on the website is extracted from . His Majesty's Stationery Office. 1919.
25. ↑  Tarrant，第21–22頁.
26. ↑  Bendert，第13, 30, 42, 43頁.
27. ↑  Gibson & Prendergast，第57頁.
28. 1 2  Gibson & Prendergast，第331–332頁.